# Немезида (зоря)

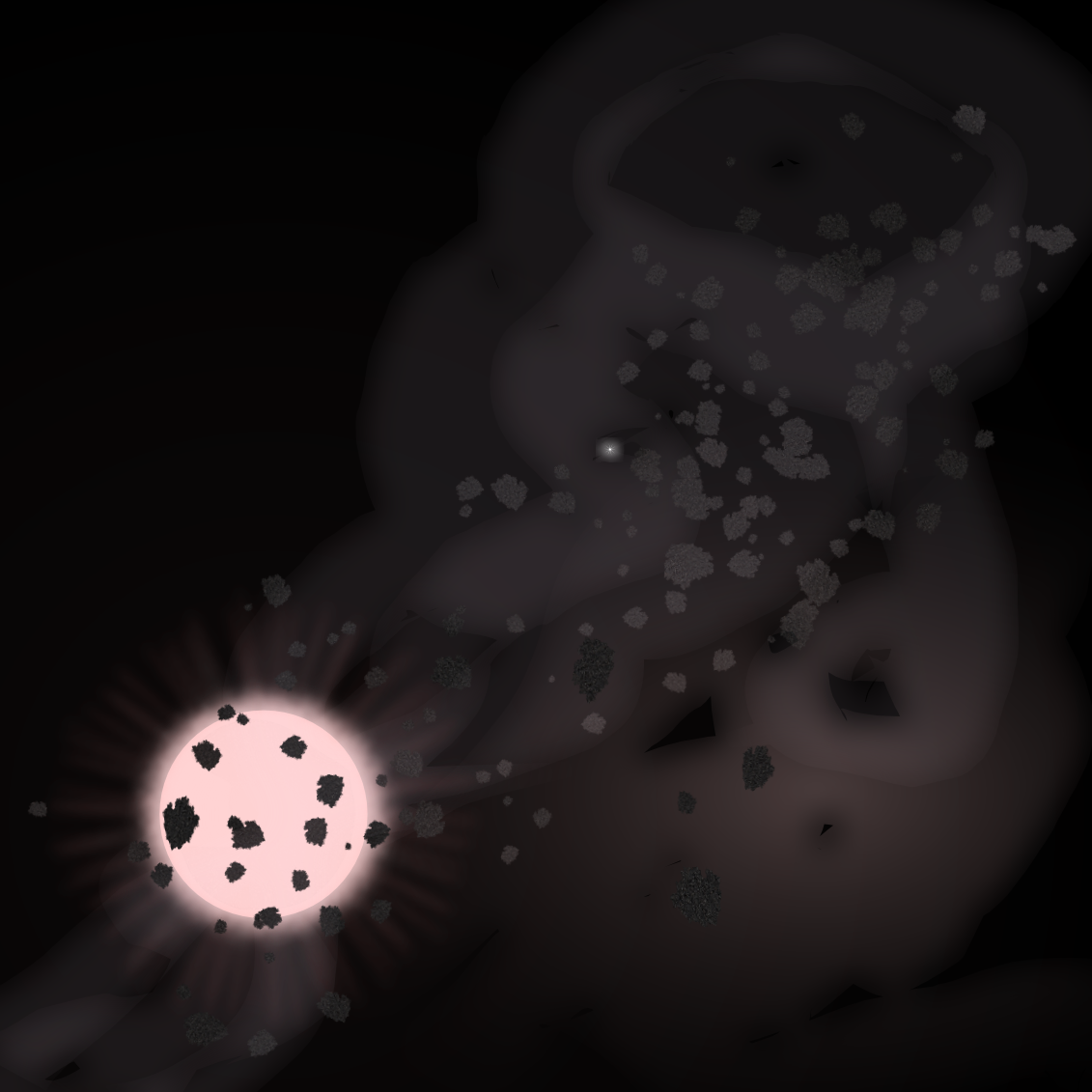
Немезида в уяві художника — червоний карлик, що спостерігається з поля астероїдів. Світла точка в центрі — Сонце

Немезида (також Зоря смерті) — гіпотетична зоря, червоний, білий або коричневий карлик, який обертається навколо Сонця на відстані приблизно 95 000 а. о. (1,5 світлових роки) та зумовлює періодичні збурення об'єктів хмари Оорта, розташованої трохи ближче до Сонця. Уперше гіпотеза про Немезиду була сформульована 1984 року.
Гіпотеза мала на меті пояснити спостережувану циклічність масових вимирань, які, як вважалося, відбувалися з інтервалом приблизно 26 мільйонів років. Станом на 2012 р. ідентифіковано понад 1800 коричневих карликів, але жоден із них не є частиною Сонячної системи. Вважалося, що в нашому космічному оточенні на один коричневий карлик припадає одна звичайна зоря, але, як виявилося, співвідношення становить радше шість звичайних зір на кожний коричневий карлик.
Подальші теорії передбачали, що причиною пертурбацій орбіт деяких об'єктів у зовнішній частині Сонячної системи можуть бути й інші сили, зокрема близькі проходження інших зір або вплив гравітації галактичної площини на площину Сонячної системи.
2011 року Корін Бейлер-Джонс (Coryn Bailer-Jones) здійснив аналіз кратерів на поверхні Землі й дійшов висновку, що попередні дані про періодичність кометних бомбардувань є статистичними артефактами і що дані про кратери не свідчать про наявність Немезиди. Утім, 2010 року було знайдено палеонтологічні підтвердження періодичності масових вимирань, про які 1984 року повідомили Дейвід Рауп і Джек Сепкоскі, з більшим рівнем довіри і за майже вдвічі більший період часу. У 1980-х рр. інфрачервоний астрономічний супутник (IRAS) не виявив Немезиду. Астрономічне дослідження 2MASS, яке тривало з 1997 по 2001 рр., також не виявило у Сонячній системі інших зір чи коричневих карликів.
Дослідження, здійснене інфрачервоним орбітальним телескопом WISE із застосуванням сучасних, потужніших технологій, здатних виявляти коричневі карлики температурою 1500 кельвінів аж до відстані 10 світлових років від Сонця, не змогли виявити Немезиду. 2011 року Девід Моррісон (David Morrison), старший науковий співробітник NASA, відомий своєю роботою з оцінювання ризиків зіткнення з навколоземними об'єктами, писав, що жодних свідчень на користь існування об'єктів на кшталт Немезиди немає, оскільки вони були б виявлені під час інфрачервоних оглядів неба.

## Твердження про періодичність масових вимирань
1984 року палеонтологи Девід Рауп і Джек Сепковскі опублікували документ, у якому стверджувалося, що використовуючи різноманітні форми часових рядів, вони виявили статистичну періодичність у рівнях вимирань протягом останніх 250 мільйонів років. Вони дослідили інтенсивність вимирань у групах скам'янілостей морських хребетних, безхребетних і найпростіших тварин і виявили 12 вимирань протягом цього періоду. Було визначено, що середній час між вимираннями становить 26 мільйонів років. На той час вважалося, що два з виявлених випадків вимирань (крейдове та еоцен-олігоценове) збігаються з випадками потужних зіткнень. Хоча Раупу і Сепковскі не вдалося визначити причину цієї гаданої періодичності, вони висунули ідею про її можливий зв'язок із позаземними подіями. Запропонувати відповідний механізм одразу взялися кілька команд астрономів.
У 2010 році Мелотт (Melott) і Бамбах (Bambach) здійснили повторне дослідження даних про скам'янілості з урахуванням покращеного датування й використанням іншої, незалежно зібраної бази даних на додачу до тієї, якою користувалися Рауп і Сепковскі. Вони знайшли свідчення вимирань із періодичністю 27 мільйонів років, тепер на відрізку часу тривалістю 500 мільйонів років і з суттєво більшою статистичною значущістю (порівняно з попередньою роботою). Зміна періодичності (з 26 на 27 мільйонів років) зумовлена 3%-вим «розтягуванням» геологічної шкали часу з 1980-х рр.

## Розвиток гіпотез про Немезиду
Дві команди астрономів — Деніел Уїтмаєр (Daniel P. Whitmire) та Елберт Джексон IV (Albert A. Jackson IV) і Марк Девіс (Marc Davis), П'єт Хат (Piet Hut) та Річард Мюллер (Richard A. Muller) — незалежно одна від одної опублікували схожі гіпотези, які пояснюють виявлену Раупом і Сепковскі періодичність вимирань, у тому самому номері журналу Nature. Ця гіпотеза передбачає, що у Сонця є досі не відкрита зоря-супутник із дуже витягнутою орбітою, яка періодично збурює орбіти комет у хмарі Оорта, спричиняючи таким чином значне збільшення кількості комет у внутрішній частині Сонячної системи, через що зростає кількість їх зіткнень із Землею. Це припущення отримало назву гіпотези про «Немезиду», або «Зорю смерті».
Природа цієї зорі, якщо вона справді існує, залишається невідомою. Мюллер вважає, що цей об'єкт найімовірніше є червоним карликом із видимою зоряною величиною від 7 до 12, а Уїтмаєр і Джексон схиляються до коричневого карлика. Якщо це червоний карлик, він має вже бути в зоряних каталогах, але довести, що він є супутником Сонця, можна лише вимірявши його паралакс; унаслідок руху навколо Сонця у нього буде повільний власний рух, але його не було виявлено в попередніх дослідженнях власного руху небесних тіл, у процесі яких було виявлено такі зорі, як-от, наприклад, зоря Барнарда із зоряною величиною 9 (власний рух якої було визначено 1916 року). Мюллер вважає, що Немезиду буде виявлено в аналогічних дослідженнях паралаксів зір із величиною до 10m.
Оскільки останнє вимирання сталося 11 мільйонів років тому, Мюллер вважає, що велика піввісь орбіти Немезиди становить приблизно 1,5 світлового року (95 000 а. о.) і передбачає, що вона розташована поблизу сузір'я Гідри. Її гіпотетична орбіта була розрахована виходячи з того, що відомі апогеї великої кількості атипових довгоперіодичних комет відповідають гіпотезі Мюллера. Остання робота Річарда Мюллера щодо Немезиди була опублікована 2002 року. Тоді Мюллер зробив припущення, що близько 400 мільйонів років тому колова орбіта Немезиди була збурена близьким проходженням іншої зорі на орбіту з ексцентриситетом 0,7.
У березні 2016 року «Щомісячні повідомлення Королівського астрономічного товариства» опублікували статтю Даніеля Уїтмаєра (який запропонував існування Тіхе), у якій він модифікував версію моделі Немезиди, уперше запропоновану у 1985 р. з урахуванням нових даних про транснептунову планету. Гіпотеза стверджує, що об'єкт, який знаходиться набагато ближче до Сонця, ніж Немезида, може мати подібний ефект, якби його орбіта обертається зі швидкістю в тисячі разів меншою, ніж його фактична швидкість. Це означало б, що він міг взаємодіяти лише з поясом Койпера кожні 27 мільйонів років, потенційно вштовхуючи комети у внутрішню Сонячну систему і провокуючи масове вимирання. Стаття спочатку була опублікована в Інтернеті в листопаді 2015 року, а у 2016 році Майкл Браун і Костянтин Батигін запропонували гіпотезу щодо Дев'ятої планети — об'єкта, набагато ближчого до Сонця (100—600 а. о.). Дев'ята планета, якщо вона існує, перебуває надто далеко, щоб справляти такий вплив на пояс Койпера, — прокоментував Браун.

Уїтмаєр каже, що далека планета могла мати значний вплив на еволюцію життя на Землі. 
Я був частиною цієї історії протягом 30 років. Якщо колись буде остаточна відповідь, я хотів би написати про це книгу.

## Орбіта Седни

Орбіта Седни в порівнянні з Сонячною системою і хмарою Оорта

Транснептуновий об'єкт Седна обертається навколо Сонця надзвичайно витягнутою й незвично еліптичною орбітою, то наближаючись до нього на 76 а. о., то віддаляючись до 1000 а. о. За оцінками, один оберт Седни навколо Сонця триває від 10,5 до 11,4 тисячі років. Її першовідкривач, Майкл Браун із Каліфорнійського технологічного інституту, зауважив у статті в журналі Discover, що розташування Седни суперечить здоровому глузду:
Седна не має там бути. Не існує механізму, який закинув би її туди, де вона є. Вона ніколи не підходить до Сонця настільки близько, щоб воно було здатне справити на неї суттєвий вплив, але й не віддаляється настільки далеко, щоб став помітним вплив інших зір.
Відтак, Браун припустив, що причиною аномальної орбіти Седни може бути масивний невидимий об'єкт.
На думку Брауна, багато мільйонів років тому Седну, імовірно, закинуло на її нинішню орбіту близьке проходження однієї (або кількох) зір, які не є супутниками Сонця. У 2004 році Скотт Кеньйон (Scott Jay Kenyon) проаналізував дані орбітального руху Седни, здійснив комп'ютерне моделювання можливих наближень сторонніх зір у минулому й навів аргументи на користь цього пояснення.

## Пошуки Немезиди
Пошуки Немезиди краще виконувати в інфрачервоному діапазоні, оскільки холодні зорі випромінюють у ньому більшу частку енергії. Пошуки Немезиди, здійснені 1986 року обсерваторією Ляйшнера при Каліфорнійському університеті в Берклі, завершилися безрезультатно. У 1980-х рр. не вдалося відкрити Немезиду інфрачервоній орбітальній обсерваторії (IRAS). Астрономічне дослідження неба 2MASS, яке тривало з 1997 по 2001 рік, не виявило зір чи коричневих карликів у Сонячній системі. Якщо Немезида існує, вона може бути виявлена під час досліджень за допомогою системи телескопів Pan-STARRS або запланованого дослідження за допомогою Великого оглядового телескопа[джерело?].
Зокрема, очікувалося, що якщо Немезида є червоним або коричневим карликом, її вдасться знайти за допомогою місії WISE (дослідження неба в інфрачервоному діапазоні, яке охоплює більшу частину простору навколо Сонячної системи шляхом вимірювання паралакса, що визначає рух). Телескоп WISE здатний виявляти коричневі карлики з температурою 1500 кельвінів на відстані до 10 світлових років; що ближче перебуває коричневий карлик, то легше його віднайти. 14 квітня 2011 р. було оприлюднено попередні результати дослідження WISE, а 14 березня 2012 р. було опубліковано весь каталог місії. У 2014 році дані, отримані телескопом WISE, дали підстави стверджувати, що в хмарі Оорта на відстані до 10 000 астрономічних одиниць немає космічних тіл розміром із Сатурн або більших.
Здійснені в 1980-х рр. розрахунки виявили, що внаслідок збурень, спричинених Галактикою в цілому й окремими зорями, що проходять поблизу Сонця, у Немезиди має бути неправильна орбіта. З іншого боку, робота Мелотта і Бамбака свідчить про регулярність, що несумісно з очікуваною нерегулярністю орбіти. Таким чином, хоча гіпотеза й відповідає періодичності вимирань, вона суперечить гіпотезі щодо Немезиди (хоча й не суперечить можливості існування інших субзоряних об'єктів). На думку NASA, останні наукові дослідження не свідчать на користь ідеї, що масові вимирання на Землі повторюються регулярно, а отже, гіпотеза Немезиди втратила актуальність. І справді, нещодавнє дослідження неба за допомогою телескопа WISE не виявило зір або коричневих карликів, які оберталися б навколо Сонця.